# Bitva v Korčejevské zátoce
Bitva v Korčejevské zátoce v červnu 1658 proběhla mezi oddílem ruských kozáků pod vedením Onufrije Stěpanova a čchingským vojskem v čele s velitelem Ningguty Šarhudou. Bitvu vyhráli Čchingové a vytlačili tak Rusy z většiny Poamuří.

## Před bojem
Po obléhání Kumarského ostrohu roku 1655, které skončilo neúspěchem čchingských vojsk se oddíl ruských kozáků vedený Onufrijem Stěpanovem pohyboval na Amuru bez stálé základny, přičemž z domorodého obyvatelstva – Daurů, Gogulů, Ďučerů a Ačanů vybíral daň v kožešinách (jasak) a potraviny ke své obživě.
Mandžuská říše Čching považovala Poamuří za svou zónu vlivu, ve které nechtěla připustit přítomnost jiné mocnosti. Za její vojenské operace v regionu odpovídal Šarhuda, velitel posádky v Ninggutě. Šarhuda se snažil bavit Rusy ekonomické základny přesidlováním domorodých kmenů z Amuru na jih, paralelně připravoval své vojsko. Stěpanovův oddíl zatím slábl, jak mu docházelo střelivo, a s odchodem domorodců Rusové trpěli i nedostatkem potravin.
Ruská vláda v Moskvě mezitím ke správě nově získaných území zřídila Daurské vojevodství do jehož čela jmenovala Afanasije Paškova. Paškov roku 1656 vyrazil s šesti sty kozáky na východ, ale koncem roku 1657 se dostal pouze do východního Zabajkalska, kde přezimoval. Stěpanovův oddíl o 540 lidech zimu 1657/58 strávil na dolním toku Amuru a v květnu 1658 vyrazil proti proudu řeky naproti Paškovovi. Napřed poslal 180 lidí v lehkých lodích pod vedením Klima Ivanova, který doplul až k bývalému Kumarskému ostrohu na středním toku Amuru a poté se vracel. Stěpanov zatím se zbytkem oddílu (365 lidí) pomalu plul na 11 těžkých lodích (doščanicích) a do konce června se dostal pouze k ústí Sungari.
Rusové nevěděli, že začátkem června Šarhuda vyrazil s armádou z Ningguty a postupuje po Sungari. Během zimy Mandžuové postavili v nových loděnicích v Girinu 52 říčních lodí (40 bojových a 12 nákladních), se kterými se mohli postavit Rusům na vodě. Na lodích se plavilo 1000 mandžuských pěšáků (včetně oddílu korouhevních vojsk převelených z Pekingu), 100 dělostřelců s 50 děly poslaných z Pekingu, 109 střelců z ručnic, 200 korejských střelců z arkebuz, celkem 1400 vojáků. Včetně pomocného personálu, námořníků, sluhů, kuchařů atd., měl Šarhuda 2100 lidí. 
Vojáky rozdělil na lodě rovnoměrně – na každou 25 mandžuských pěšáků v brnění, z nichž vždy 10 mělo luky a zápalné střely, 5 korejských střelců z ručnic, 5 mandžuských střelců a dělostřelců (většinou dva dělostřelci s dělem a tři střelci s ručnicemi).

## Bitva
Ráno 30. června 1658 čchingská flotila (podle ruských údajů 47 lodí) vyplula ze Sungari na Amur a vzápětí spatřila zakotvené ruské lodě, zřejmě čekající na příznivý vítr. Rusové před nepřátelskou flotilou, převyšující je počtem, začali pod plachtami neprodleně ustupovat po proudu Amuru. Čchingové se rozdělili do tří oddílů a pronásledovali Rusy, přičemž jejich lehčí a rychlejší lodě doháněly a obkličovaly ruské, a zahájili palbu z děl, v níž mělo 50 čchingských děl převahu nad šesti ruskými. Stěpanov pochopil, že ruské lodě nejsou rychlejší a asi po 10 km pronásledování soustředil své lodě do obranné linie v zátoce na levém břehu Amuru.
Čchingové obklopili ruské lodě a rozvinula se prudká přestřelka s použitím děl a ručnic, v níž Rusové podlehli. Děl totiž měli mnohem méně, a s asi třemi stovkami ručnic jich sice měli stejně jako nepřítel, měli však málo střeliva. Po čase se Mandžuům a Korejcům podařilo „vyčistit“ paluby ruských lodí od kozáků, kteří částečně ustoupili na břeh, částečně se skryli v podpalubí.
Čchingští vojáci poté vtrhli na ruské lodě a pokusili se je podpálit, Šarhuda však zapálení zakázal, aby nepřišel o jejich náklad, zejména cenné kožešiny. Zaváhání nepřátel využili kozáci, vyhrnuli se z podpalubí a zaútočili na nepřátelské vojáky, kteří utrpěli vážné ztráty, zahynulo však i nemálo Rusů. Současně z ruských lodí na břeh prchlo na 100 ďučerských žen. Mandžuové reagovali ostřelováním ruských lodí zápalnými střelami a sedm z nich zapálili. S večerem boj utichl. V noci se kozáci ze zbývajících čtyř lodích shromáždili na jedné z nich a uprchli.
Zbylí kozáci, pokud přežili, ustoupili do lesa na břehu. Z nich 65 kozáků uprchlo pěšky. Na druhý den po bitvě posledních deset kozáků vyšlo z lesa a vzdali se Ćchingům. 
V boji celkem zahynulo 209 (podle informací Nikolaje Spafarije ze 70. let 17. století), nebo 220 (podle zprávy přeživších kozáků), či 270 (podle odhadu ruského historika 19. století Gennadije Nevelského) Rusů, včetně Stěpanova.

## Následky bitvy
Začátkem července k místu bitvy dopluly lodě Klima Ivanova, když kozáci uviděli čchingskou flotilu a zbytky Stěpanovových lodí, ustoupili zpět vzhůru po Amuru. Čchingové je nepronásledovali. V srpnu se Ivanovův oddíl setkal s hlídkou vyslanou Paškovem. Poté, co se dozvěděl o rozprášení Stěpanovova oddílu, rozhodl se Paškov nepostupovat na Amur a usadil se v Něrčinsku.
Kozáci přeživší bitvu se rozdělili na několik menších skupin, které postupně odešly do Jakutska a Ilimska.
Po rozdrcení Rusů se Šarhudova armáda vrátila do Ningguty a čchingská vláda opět ztratila zájem o Poamuří, dokud se v něm v 60. letech neobjevilo ruské osídlení s centrem v Albazinu.

## Ohlas bitvy v Koreji
V sestavě čchingské armády bojoval i korejský oddíl, stejně jako v bitvě na Sungari o čtyři roky dříve. Vyprávění o tažení těchto oddílů se v 17.–19. století v Koreji dočkalo řady literárních zpracování. Roku 1977 byl v Jižní Koreji nalezen a o tři roky později publikován deník velitele korejského oddílu z roku 1658. V Jižní Koreji byly poté bitvy na Sungari a v Korčejevské zátoce zhodnoceny jako událost světového významu, v níž korejští vojáci vedli spravedlivou válku na obranu malých národů Dálného východu a jen vojenské umění a dovednosti Korejců zastavilo ruskou expanzi na Dálném východě a likvidovalo tak ruskou hrozbu světovému pořádku.